# Ulf Olsen
Ulf Frederik Emil Edvard Olsen (* 2. Mai 1937 in Qullissat) ist ein grönländischer Gewerkschafter.

## Leben
Ulf Olsen ist der Sohn des Schmieds und Landesrats Pavia Eli Carl Olsen (1906–?) und seiner Frau Amalia Benedikta Karoline Sivertsen (1904–1964). Sein Großvater war der Jäger und Landesrat Karl Sivertsen (1877–?). Er wuchs in der Minensiedlung Qullissat auf, bis er 14 Jahre alt war. Dann zog er nach Aasiaat, um dort die Efterskole zu besuchen. Später zog er nach Sisimiut, dem Herkunftsort seiner Eltern, wo er eine Ausbildung zum Mechaniker begann. Bereits in seiner Jugend hatte er nebenher im Kraftwerk gearbeitet. Nach zwei Jahren als Lehrling an der Werft in Sisimiut zog er nach Dänemark, wo er an der Werft in Helsingør arbeitete. Dort war er am Bau der Hans Hedtoft beteiligt. Da das Schiff in Grönland eingesetzt werden sollte, erhielt Ulf Olsen als Grönländer das Recht auf der Jungfernfahrt dabei zu sein. Er lehnte aber spontan ab, um seine Ausbildung fortsetzen zu können, und entkam so dem Tod, da das Schiff auf der Rückfahrt sank. Er besuchte somit noch einige Zeit die Maschinistenschule. Anschließend kehrte er nach Qullissat zurück und dann wieder nach Sisimiut.
Bereits in jungen Jahren war er in der Arbeiterbewegung aktiv und gründete 1953 die erste grönländische Gewerkschaft SIK mit. Er und sein Kollege Ôdâĸ Olsen waren die einzigen ausgebildeten grönländischen Mitarbeiter an der Werft, aber sie verdienten nur ein Drittel dessen, was ihre dänischen Kollegen mit derselben Ausbildung erhielten. Beide setzten sich somit für gleichen Lohn ein und kamen dafür in Konflikt mit den dänischen Arbeitgebern. Durch ihren Einsatz wurden zahlreiche Grönländer in höheren Positionen eingesetzt. Sisimiut entwickelte sich zudem zum Zentrum der grönländischen Arbeiterbewegung. Von 1972 bis 1975 war er als Nachfolger von Ôdâĸ Olsen Gewerkschaftschef, bevor er wieder von selbigem abgelöst wurde.